# Судинское сельское поселение
Судинское се́льское поселе́ние — муниципальное образование в Уинском районе Пермского края Российской Федерации.
Административный центр — село Суда.
В 2018 году в состав Судинского сельского поселения включено Воскресенское сельское поселение.

## История
Статус и границы сельского поселения установлены Законом Пермской области от 9 декабря 2004 года № 1870-403 «Об утверждении границ и о наделении статусом муниципальных образований Уинского района Пермской области»

## Население
| 2010  | 2012  | 2013  | 2014  | 2015  | 2016  | 2017  |
| ----- | ----- | ----- | ----- | ----- | ----- | ----- |
| 1224  | ↘1174 | ↘1123 | ↘1096 | ↗1132 | ↘1123 | ↘1110 |
| 2018  | 2019  |       |       |       |       |       |
| ↗1119 | ↗2023 |       |       |       |       |       |

## Состав сельского поселения
| № | Населённый пункт | Тип населённого пункта       | Население |
| - | ---------------- | ---------------------------- | --------- |
| 1 | Луговая          | деревня                      | 18        |
| 2 | Михайловка       | деревня                      | 0         |
| 3 | Суда             | село, административный центр | ↘1055     |
| 4 | Усановка         | деревня                      | 111       |
| 5 | Барсаи           | село                         | 317       |
| 6 | Воскресенское    | село, административный центр | 296       |
| 7 | Грибаны          | деревня                      | 0         |
| 8 | Губаны           | деревня                      | 0         |
| 9 | Иштеряки         | село                         | 517       |